# Dorien
Cet article concerne un ancien dialecte grec. Pour le peuple grec du même nom, voir Doriens. Pour le mode diatonique, voir Dorien (mode).
| Groupe occidental - Dorien - Grec nord-occidental | Groupe central - Éolien - Arcadochypriote | Groupe oriental - Attique - Ionien |
| Isolé : Achéen                                    |                                           |                                    |

Distribution des dialectes du grec ancien durant la période classique.

Le dorien (Δωρίδα (γλῶσσα) / Dorída (glỗssa) en grec ancien) est un dialecte du grec ancien. Ses variantes ont été parlées au sud et à l'est du Péloponnèse, en Crète, à Rhodes, dans quelques îles du sud de la mer Égée, ainsi que dans quelques villes côtières d'Asie Mineure, en Grande-Grèce, en Épire et en Macédoine.
Avec le grec nord-occidental, il constitue le « groupe occidental » des dialectes du grec ancien à l'époque classique. À l'époque hellénistique, l'influence de la ligue étolienne a donné naissance à une « koinè achéenne-dorienne », qui fait montre de nombreuses spécificités communes à tous les dialectes doriens, retardant ainsi la diffusion de la koinè attique dans le Péloponnèse jusqu'au IIe siècle av. J.-C.
Le dorien est originaire des montagnes d'Épire, en Grèce nord-occidentale, région d'origine des Doriens. Il s'est répandu dans les autres régions lors de l'invasion dorienne, vers 1150 av. J.-C., et des colonisations qui ont succédé. L'existence d'un État dorien (Doride), situé au centre de la Grèce et au nord du golfe de Corinthe, a donné naissance à une théorie selon laquelle le dorien proviendrait du nord-est de la Grèce ou, peut-être, des Balkans. L'extension de ce dialecte vers le nord est inconnue en raison d'un manque de témoignages épigraphiques : les premiers témoignages retrouvés en Macédoine datent de l'époque hellénistique (voir la tablette de Pella).

## Variantes

### Dorien
L'emplacement du dialecte dorien dans la classification générale des dialectes du grec ancien dépend, dans une certaine mesure, de la classification choisie ; plusieurs points de vue sont listés dans l'article « Dialectes du grec ancien ».
L'idée qui y prévaut est que le dorien serait un sous-groupe du « grec occidental » — on utilise aussi les termes de « grec septentrional » ou « grec nord-occidental ». Ces distinctions géographiques existent uniquement à des fins de classification. Elles sont de plus clairement inadaptées : le dorien a été uniquement parlé dans le sud de la zone du « grec méridional » ou du « grec sud-oriental ».
Quoi qu'il en soit, l'idée d'un groupe de « grec septentrional » repose sur l'hypothèse que les Doriens sont venus du nord et sur le fait que le dorien est proche du « grec nord-occidental ». Toutefois, on ne sait pas à quelle époque la distinction entre les deux groupes commence à avoir un sens. Il est possible que les « nordiques » aient parlé un même dialecte au moment de l'invasion dorienne, et il est certain que le dorien n'a pu se différencier davantage dans sa forme classique qu'après que les Doriens s'étaient installés dans le sud. En conséquence, « grec occidental » est le nom le plus adapté pour désigner ce groupe de dialectes à l'époque classique.
Le tsakonien, un descendant du dorien laconien (parlé à Sparte), est toujours parlé sur la côte du Péloponnèse du sud de l'Argolide, dans les préfectures modernes d'Arcadie et de Laconie. À l'heure actuelle, il intéresse considérablement les linguistes. C'est aussi une langue en danger.
Ci-dessous se trouve une liste des différents dialectes du groupe dorien.

#### Dialecte laconien et héracléen

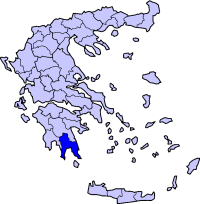
L'actuel nome de Laconie.

Le « laconien » a été parlé par le peuple de Laconie dans le sud du Péloponnèse ainsi que dans ses colonies, Tarente et Héraclée en Italie du Sud. Sparte est la plus importante cité de l'ancienne Laconie.
L'existence du laconien est attestée par des inscriptions sur des poteries et de la pierre datant du VIIe siècle av. J.-C. : un hommage à Hélène date du deuxième quart du VIIe. Tarente a été fondée en -706, et ses fondateurs devaient déjà parler laconien.
De nombreux documents de l'État spartiate ont survécu : ses citoyens se nomment eux-mêmes Lacédémoniens, d'après le nom de la vallée dans laquelle ils vivent. Homère appelle Sparte « Lacédémone aux profondes vallées », bien qu'il se réfère à la période pré-dorienne. Un poète spartiate du VIIe siècle av. J.-C., Alcman utilise un dialecte considéré par certains comme principalement laconien. Philoxenus d'Alexandrie a écrit un traité Du dialecte laconien.

#### Dialecte argien

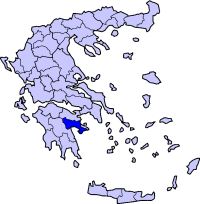
Le nome moderne d'Argolide.

L'« argien » a été parlé dans le nord-est du Péloponnèse, région largement habitée, comme à Argos, Mycènes, Hermione, Trézène, Épidaure, et jusqu'à Égine, pourtant proche d'Athènes. Comme le mycénien était parlé dans cette région pendant l'âge du bronze, il est clair que les Doriens l'ont envahie sans réussir à prendre l'Attique. D'Argos, les Doriens sont allés en Crète et à Rhodes.
De nombreuses inscriptions à caractère législatif, politique et religieux existent depuis au moins le VIe siècle av. J.-C.

#### Dialecte corinthien

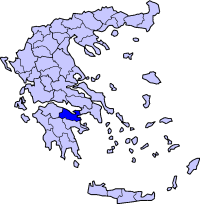
Le nome actuel de Corinthie.

Le « corinthien » a d'abord été parlé dans l'isthme de Corinthe, entre le Péloponnèse et la Grèce continentale. Le dialecte corinthien a été parlé dans les cités et États suivants : Corinthe, Sicyone, Cléones, Phlionte, les colonies de Corinthe en Grèce occidentale (Corcyre, Leucade, Anaktório, Ambracie et d'autres), les colonies de Grande-Grèce (Syracuse et Ancône), et les colonies de Corcyre (Dyrrachium, Apollonie). Les inscriptions les plus anciennes de Corinthe datent du début du VIe ; elles utilisent un alphabet dit « épichorique », c'est-à-dire « local ».
L'exemple de Corinthe contredit le préjugé selon lequel les Doriens seraient des militaristes rustiques (pour certains[Qui ?] les locuteurs du laconien le seraient). Située sur une route commerciale internationale, Corinthe a joué un rôle majeur dans la « re-civilisation » de la Grèce antique après les siècles de désordre et d'isolement ayant suivi la chute de la civilisation mycénienne (époque dite des « siècles obscurs »). Archimède, qui était syracusain, écrivit en dialecte dorien.

### Le grec nord-occidental

#### Caractéristiques
Le groupe du « grec nord-occidental » est étroitement lié au groupe dorien, si bien qu'il n'y a parfois pas de différence entre le dorien et le grec nord-occidental.
La question de savoir s'il doit être considéré comme un élément du groupe dorien, ou inversement que le dorien en est un élément, ou encore qu'il s'agit de deux sous-groupes du grec occidental, n'est qu'une distinction de vocabulaire : les dialectes et leurs regroupements restent identiques.
Le thessalien occidental et le béotien sont nés sous une forte influence du grec nord-occidental. Les dialectes du grec nord-occidental diffèrent des dialectes du groupe dorien par les caractéristiques suivantes :
- datif pluriel de la troisième déclinaison en -οις / -ois, au lieu de -σι / -si : Ἀκαρνάνοις ἱππέοις / Akarnánois hippéois pour Ἀκαρνᾶσιν ἱππεῦσιν / Akarnãsin hippeũsin, « aux chevaliers acharnaniens » ;
- ἐν / en se construit avec l'accusatif, alors qu'en attique, c'est εἰς / eis qui est suivi de l'accusatif : ἐν ὐδρίαν en locrien contre εἰς ὐδρίαν en attique ;
- -στ / -st pour -σθ / -sth : γενέσται / genéstai pour γενέσθαι / genésthai, « devenir » ou μίστωμα / místôma pour μίσθωμα / místhôma, « salaire, paiement » ;
- -αρ / -ar pour -ηρ / -êr : ἁμέρα / haméra pour ἡμέρα / hêméra, « le jour », en attique, ou ϝάργον / wárgon en éléen pour ϝέργον / wérgon en dorien et ἔργον / érgon en attique, « travail » ;
- datif singulier en -οι / -oi au lieu de -ωι / -ôi : τοῖ Ἀσκλαπιοῖ pour τῶι Ἀσκλαπιῶι en dorien ;
- participe moyen en -ειμενος / -eimenos au lieu de -ουμενος / -oumenos.

#### Dialectes

##### Phocidienetdelphien
Plutarque note que les Delphiens prononcent [b] à la place de [p] (βικρὸν / bikró pour πικρὸν / pikrón).

##### Locrien
- Locride occidentale (ou « ozolienne »), le long de la côte nord-ouest du golfe de Corinthe, vers Amphissa (début du Ve siècle av. J.-C.)[6].
- Locride orientale (ou « opontienne »), sur les côtes continentales faisant face au nord-ouest de l'Eubée, autour d'Opus.

##### Éléen
Le dialecte d'Élis, en Olympie, est l'un des plus difficiles pour les lecteurs modernes de textes épigraphiques, après les dialectes éoliens. Les plus anciennes datent des années 600 avant notre ère.

##### Koinè du grec nord-occidental
C'est un dialecte hybride de l'attique et du grec nord-occidental, doté de caractéristiques doriennes.
Il est principalement associé à la confédération étolienne, et il date des IIIe et IIe siècles av. J.-C. Le sanctuaire de Calydon date de 600-575 av. J.-C.

##### Épirote
- Oracle de Dodone, d'abord sous contrôle des Thesprotes[9] (vers 550-500 av. J.-C.[10]).
- Ligue molosse d'Épire[11],[12] (vers 370 av. J.-C.[13]).

##### Macédonien
Il existe une école de pensée arguant que l'ancien macédonien a pu être un dialecte grec, appartenant peut-être au groupe nord-occidental pour être plus précis ; cette langue devrait toutefois être classée comme un élément séparé et marginal ou déviant.

## Différences entre le dorien et la koinè attique

### Vocalisme
- Préservation du a long (alpha, α) alors que la koinè attique le transforme en un e long ouvert (êta, η), comme dans γᾶ μάτηρ / gẫ mấtêr pour γῆ μήτηρ / gễ mếtêr en attique, « terre mère », ou Ἀθᾶναι / Athẫnai pour Ἀθῆναι / Athễnai en attique, « Athènes ».
- Contraction des sons ae en η / ê, au lieu du ᾱ / â en attique.
- Contractions des sons eo et ea en ιο, ια / io, ia dans certains dialectes doriens.
- Certains dialectes doriens (« dorien sévère ») utilisent η, ω / ê, ô, pour les « fausses diphtongues » ει, ου / ei, ou de la koinè attique (c'est-à-dire des voyelles longues, ē, ō, dû à une contraction ou à un allongement compensatoire). Les exemples les plus marquants sont le génitif singulier : -ω / -ô qui vaut pour -ου / -ou ; l'accusatif pluriel : -ως / -ôs qui vaut pour -ους / -ous ; et l'infinitif : -ην / -ên pour -ειν / -ein en attique.
- Présence d'un a bref (alpha, α / a) là où la koinè utilise un e bref (epsilon, ε / e) dans certains mots : ἱαρός / hiarós, pour ἱερός / hierós en attique, « sacré », ou Ἄρταμις / Ártamis pour Ἂρτεμις / Ártemis, « Artémis ».

### Consonantisme
- Préservation de -τι / -ti là où la koinè attique utilise -σι / -si. Les exemples les plus marquants sont : 
  - la troisième personne du singulier des verbes en -μι : φατί / phâti pour φησί(ν) / phêsi(n) en koinè ;
  - troisième personne du pluriel du présent et du subjonctif en -ντι / -nti : λέγoντι / légonti pour λέγουσι(ν) / légousi(n) en koinè ;
  - « vingt » ϝίκατι / wíkati pour εἴκοσι(ν) / eíkosi(n) ;
  - les centaines en -κατιοι / -katioi : τριακάτιοι / triakátioi pour τριακόσιοι triakósioi.
- Préservation du double sigma -σσ- / -ss- avant une voyelle alors que la koinè utilise -σ- / -s-, par exemple : μέσσος / méssos au lieu de μέσος / mésos en koinè, « situé au milieu ».
- Préservation du digamma initial (ϝ / w) perdu dans la koinè attique. Exemples : ϝοῖκος / woîkos pour οἶκος / oîkos, ϝέργον / wérgon ; ϝάργον / wárgon pour ἔργον / érgon. Les textes littéraires en dorien ainsi que les inscriptions de la période hellénistique n'ont pas de digamma.
- Présence d'un ksi (-ξ- / -x-) à l'aoriste et au futur des verbes se terminant par -ίζω, -άζω / -ízô, -ázô, alors que la koinè utilise un sigma -σ- / s. Exemple : ἀγωνίξατω / agôníxatô pour ἀγωνίσατω / agônísatô, « combattre ».
- De la même manière, un kappa κ / k est ajouté devant les suffixes commençant par un tau τ / t.

### Morphologie
- Le numéral τέτορες / tétores, « quatre » au lieu de τέτταρες / téttares ou τέσσαρες / téssares en koinè.
- L'ordinal πρᾶτος / prâtos, « premier » au lieu de πρῶτος / prỗtos.
- L'un des pronoms démonstratifs est τῆνος / tễnos, « ce », au lieu de (ἐ)κεῖνος / (e)keînos.
- Le nominatif pluriel des articles varient : τοί / toí au masculin, ταί / taí au féminin, au lieu de οἱ / hoi et αἱ / hai en koinè.
- De même pour les pronoms démonstratifs, on trouve τοῦτοι / toũtoi et ταῦται / taũtai pour οὗτοι / hoũtoi et αὗται / haũtai en attique.
- La terminaison de la troisième personne du pluriel de l'aoriste sigmatique est -ν / -n et non -σαν / -san : ἔδον / édon au lieu de ἔδοσαν / édosan.
- La terminaison de la première personne du pluriel -μες / -mes au lieu de -μεν / -men.
- Le futur (dit « futur dorien ») se fait en ajoutant -σε- / -se- ou -σι- / -si-, à la place de l'unique sigma de l'attique, -σ- / -s-. Exemples : πραξῆται / praxễtai, qui se décompose en *πραγ-σε-εται au lieu de πράξεται / práxetai, décomposé en *πραγ-σ-εται ; de même, πλέω fait πλευσοῦμαι / pleusoũmai en dorien et πλεύσομαι / pleúsomai en attique (respectivement venus de : *πλευ-σε-ομαι et *πλευ-σ-ομαι).
- La particule modale est κα / ka au lieu de ἄν / án. Ainsi, αἴ κα, αἰ δέ κα, αἰ τίς κα / aí ka, ai dé ka, ai tís ka en dorien valent pour ἐάν, ἐὰν δέ, ἐάν τίς / eán, eán dé, eán tís en koinè.
- Adverbes temporels en -κα / -ka au lieu de -τε / -te : ὄκα / hóka, τόκα / tóka.
- Adverbes de lieu en -ει / -ei au lieu de -ου / -ou : τεῖδε / teîde, πεῖ / peî.

## Glossaire

### Commun
- αἰγάδες aigades (attique αἶγες aiges) « chèvres »
- αἶγες aiges (attique κύματα kymata) « vagues »
- ἀλία halia (attique ἐκκλησία ekklēsia) « assemblée » (Cf. Hêliaia)
- βρύκαιναι brykainai (attique ἱέρειαι hiereiai) « prêtresses »
- βρυκετός bryketos (attique βρυγμός brygmos, βρυκηθμός  brykēthmos) « mâcher, grincer des dents » ὁμοίως Δωριεῖς
- δαμιοργοί damiorgoi (attique ἄρχοντες archontes) « hauts officiels ». Cf. attique δημιουργός dēmiourgos « travailleur privé pour le peuple (dēmos), artisan, créateur » ; Hésychios δαμιουργοί· αἱ πόρναι « prostituées ». Zamiourgoi Éléen.
- Ἐλωός Elôos Héphaïstos Ἥφαιστος παρὰ Δωριεῦσιν
- κάρρων karrōn (attique κρείττων kreittōn) « plus fort » (ionien kreissōn, crète kartōn )
- κορύγης korygēs (attique κῆρυξ kēryx) « héraut, messager » (éolien karoux)
- λαιός laios (langue homérique, attique et grec moderne ἀριστερός aristeros) « gauche ». Crétois: λαία laia, attique aspis (bouclier), Hésychios. λαῖφα laipha λαίϐα laiba, car le bouclier était tenu de la main gauche. Cf. latin : laevus
- λαία laia (attique, grec moderne λεία leia) « proie »
- λέω (λείω) le(i)ō (attique ἐθέλω ethelō) « vouloir »
- οἴνωτρος oinōtros « vigne » (grec οἶνος oinos « vin »). Cf. Oenotrus
- μογίοντι mogionti (ionien πυρέσσουσι pyressousi) « ils sont brûlants, ont de la fièvre » (= attique μογοῦσι mogousi « ils souffrent, ont de la peine »)
- μυρμηδόνες myrmēdônes (attique μύρμηκες myrmēkes) « fourmis ». Cf. Myrmidons
- ὄπτιλλος optillos ou optilos « œil » (attique ophthalmos) (latin oculus) (attique optikos pour vue, optique)
- πάομαι paomai (attique κτάομαι ktaomai) « acquérir »
- ῥαπιδοποιός rhapidopoios poète, brodeur, tisserand, bottier (rhapis aiguille pour l'attique rhaphis)
- σκανά skana (attique skênê) tente, scène (homérique klisiê) (dorien skanama campement)
- τανθαλύζειν tanthalyzein (attique τρέμειν tremein) « trembler »
- τύνη tunē ou tounē tu (au nominatif) (attique sy) datif τέειν teein (attique σοί soi)
- χανάκτιον chanaktion (attique μωρόν mōron)(chan oie)

### Argien
- ΒαλλακράδεςBallacrades titre des athlètes argiens les jours de fête (cf. achras, poirier sauvage[15])
- Δαυλὶς Daulis un festival d'Argos (d'après Pausanias 10.4.9 daulis signifie fourré)[16]
- δροόν droon fort (attique ischyron, dynaton)
- κέστερ kester jeune homme (attique neanias)
- κυλλάραϐις kyllarabis lancer du disque et gymnase à Argos
- σεμαλία semalia loques, vêtements en lambeaux (attique rhakē , cf. himatia vêtements)
- ὤϐεα ôbea œufs (attique ὠά ôa)

### Crète
- ἀγέλα agela « groupe de garçons de l'agōgē crète ». Cf. grec homérique ἀγέλη agelē « troupeau » (crète apagelos, pas encore admis à l'agelê, garçon de moins de 17 ans)
- ἀϝτὸς aWtos (attique autos) Hsch. aus <αὐς - >· αὐτός. Κρῆτες καὶ Λάκωνες
- ἄκαρα akara jambes (attique skelê)
- ἁμάκις hamakis une seule fois (attique ἄπαξ hapax)
- ἄργετος argetos genévrier, cèdre (attique arkeuthos)
- αὐκά auka pouvoir (attique alkê)
- ἀφραττίας aphrattias fort
- βαλικιώται balikiôtai koinè synepheboi (attique hêlikiotai : pairs du même âge hêlikia)
- βριτύ britu doux (attique gliku)
- δαμιόω damioô, crète et béotien. Attique zêmioô : endommager, punir, blesser
- δαμπόν dampon : premier lait caillé en le chauffant sur la braise (attique puriephthon, puriatê)
- δῶλα dôla oreilles (attique ôta, tarentais ata)
- Ϝέλχανος Welchanos et Welchanios, Belchanios, Gelchanos : Zeus crète (Elchanios : mois cnossien)
- ϝεργάδδομαι wergaddomai je travaille (attique ergazomai)
- ϝῆμα wêma vêtement (attique heima, éolien emma, koinè (h)immation) (Cf. attique amphi-ennumi : je m'habille ; amph-iesis : vêtements)
- ἰϐῆν ibên vin (dialectal : ϝοἶνος woînos, attique oinos) (accusatif ἰϐῆνα ibêna)
- ἴττον itton un (attique hen ἕν)
- καρανώ karanô chèvre
- ϟόσμος kosmos et kormos archontes en Crète, groupe des kosmoi (attique κόσμος : ordre, ornement, honneur, monde - kormos tronc d'arbre)
- κύφερον , κυφή kypheron, kuphê tête (attique kephalê)
- λάκος lakos loques, vêtements en lambeaux (attique rhakos) (Éolien brakos : longue robe, mais pas « en lambeaux »)
- μαλκενίς malkenis (attique parthenos) Hsch: malakinnês.
- ὄθρυν othrun montagne (attique oros) (Cf. Mont Othrys)
- ῥυστόν rhyston lance
- σεῖφα seipha obscurité (attique zophos, skotia ; éolien dnophos)
- σπεῦσδος speusdos titre d'officier crète (Cf. speudô speus- rush)
- τάγανα tagana (attique tauta) ceci
- τίρος tiros été (homérique et attique theros)
- τρέ tre toi (accusatif) (attique se)

### Grande-Grèce
- ἀστύξενοι astyxenoi métèques tarentins
- βάννας bannas roi basileus, wanax, anax[17]
- βειλαρμοσταὶ beilarmostai officiers de cavalerie tarentins (attique ilarchai) (ilē , escadron + laconien harmoste (gouverneur militaire))
- δόστορε dostore « tu fais » tarentin (attique ποιεῖτε
- Θαύλια Thaulia festival de Tarente, θαυλακίζειν thaulakizein « demander qqc bruyamment » tarentin, θαυλίζειν thaulizein « célébrer comme les Doriens », Θαῦλος Thaulos « Ares macédonien », thessalien Ζεὺς Θαύλιος Zeus Thaulios, athénien Ζεὺς Θαύλων Zeus Thaulon, famille athénienne Θαυλωνίδαι Thaulonidai
- ῥάγανον rhaganon facile (thuriien) (attique rhaidion, éolien braidion)
- σκύτας skytas nuque (attique trachēlos)
- τήνης tênês jusque (tarentin) (attique ἕως heôs)
- τρυφώματα tryphômata ce qui est nourri ou surveillé, enfants, bovins (attique thremmata)
- ὑετίς huetis cruche, amphore tarentine (attique hydris, hydrie)(huetos pluie)

### Laconien
- ἀϐήρ abêr réserve (οἴκημα στοὰς ἔχον, ταμεῖον Λάκωνες)
- ἀϐώρ abôr aurore (attique ἠώς êôs)
- ἄδδα adda besoin, carence (attique endeia) Aristophane de Byzance
- ἀδδαυόν addauon ou addanon sec (= azauon) (attique xêron)
- αἴκουδα aikouda (attique aischunē) αἰσχύνη. Λάκωνες
- αἵματία haimatia bouillon de sang (Melas Zomos sparte) (haima, haimatos sang)
- ἀΐτας aïtas (attique ἐρώμενος erōmenos) « adolescent engagé dans une relation pédéraste »
- ἀκκόρ akkor tube, sac (attique askos)
- ἀκχαλίϐαρ akchalibar lit (attique skimpous ; koinè krabbatos)
- ἀμϐροτίξας ambrotixas ayant commencé, participe passé (amphi ou ana..+ ?) (attique aparxamenos, aparchomai ; dorien -ixas pour l'attique -isas)
- ἀμπέσσαι ampesai (attique amphiesai) s'habiller
- ἀπαϐοίδωρ apaboidôr qui sonne faux (attique ekmelôs) (Cf. chanteur aède) / emmelôs, aboidôr (chant) juste
- Ἀπέλλα Apella (attique ἐκκλησία ekklēsia) « assemblée sparte » (verbe apellazein)
- ἀρϐυλίς arbylis (attique ἀρύϐαλλος aryballos) (Hesychius <ἀρϐυλίδα>· λήκυθον. Λάκωνες)
- ἄττασι attasi réveiller, lever (attique anastêthi)
- βάϐαλον babalon impératif de crier, hurler (attique kraugason)
- βάγαρον bagaron (attique χλιαρόν chliaron « chaud ») (Cf. attique φώγω phōgō « rôti ») (mot laconien)
- βαφά bapha bouillon (attique zômos) (attique βαφή baphê plongeon de fer incandescent dans de l'eau) (koinè et grec moderne βαφή vafi teinture)
- βείκατι beikati vingt (attique εἴκοσι eikosi)
- βέλα bela soleil et aube laconiens (attique hélios ; crète abelios)
- βερνώμεθα bernômetha (attique klêrôsômetha) nous jetterons ou tirerons au hasard (inf. berreai) (Cf. attique meiresthai recevoir une part ; dorien bebramena pour heimarmenê, distribué par les Moires)
- βέσκερος beskeros pain (attique artos)
- βήλημα bêlêma obstacle, barrage de rivière (laconien)
- βηρίχαλκον bêrichalkon fenouil (attique marathos) (chalkos bronze)
- βίϐασις bibasis danse sparte pour les garçons et les filles
- βίδυοι bidyoi bideoi, aussi bidiaioi « officiers chargés des éphèbes à Sparte »
- βίὡρ biôr presque, peut-être (attique ἴσως isôs, σχεδόν schedon) wihôr
- βλαγίς blagis tache (attique kêlis)
- βοῦα boua « groupe de garçons dans l'agōgē sparte »
- βο(υ)αγός bo(u)agos « dirigeant d'un boua à Sparte »
- βυλλίχης bullichês danseur laconien (attique orchêstês)
- βώνημα bônêma discours (homérique, ionien eirêma eireo) (Cf. attique phônêma son, discours)
- γαϐεργόρ gabergor laboureur (ga = terre, wergon = travail) (Cf. geôrgos fermier)
- γαιάδας gaiadas citoyens, peuple (attique dêmos)
- γονάρ gonar mère (gonades : enfants, Eur. Med. 717)
- δαϐελός dabelos torche (attique dalos ; syracusien daelos, dawelos ; grec moderne davlos). δαϐῇ dabêi ce qui doit être brûlé (attique kauthêi)
- δίζα diza chèvre (attique aix) et Héra aigophagos, mangeuse de chèvre (à Sparte)
- εἴρην eirēn (attique ἔφηϐος ephēbos)
- εἰσπνήλας eispnēlas (attique ἐραστής erastēs) personne qui inspire l'amour, amoureux (attique eispneô inhaler, respirer)
- ἐξωϐάδια exôbadia (attique enôtia ; ôta oreilles)
- ἔφοροι ephoroi (attique ἔφοροι ἄρχοντες archontes) « magistrats de Sparte ». Cf. attique ἔφορος ephoros surveillant, gardien
- Θοράτης Thoratês Apollon thoraios contient la semence, dieu de la croissance
- θρῶναξ thrônax faux-bourdon (attique kêphên)
- κάφα kapha lavage, baignoire (attique loutêr) (Cf. skaphê bassin, bol)
- κελοῖα keloia (kelya, kelea) concours pour garçons à Sparte
- κίρα kira renard (attique alôpêx) (Hsch kiraphos).
- μεσόδμα mesodma, messodoma femme et ἀνθρωπώ anthrôpô (attique gunê)
- μυρταλίς myrtalis petit houx (attique oxumursinê) (Myrtale est le vrai nom d'Olympias)
- πάσορ pasor passion (attique pathos)
- πόρ por jambe, pied (attique pous)
- πούρδαιν pourdain restaurant (koinè mageirion) (Cf. purdalon, purodansion (de pyr, feu)
- σαλαϐάρ salabar cuisinier (commun au dorien et à l'attique : mageiros)
- σίκα sika cochon (attique hus) et grôna truie
- σιρία siria sécurité (attique asphaleia)
- ψιθωμίας psithômias malade (attique asthenês) Λάκωνες τὸν ἀσθενῆ
- ψιλάκερ psilaker premier danseur
- ὠϐά ôba (attique κώμη kōmē) village ; l'un des cinq quartiers de Sparte

### Nord-occidental

#### Étolien-Acarnanien
- ἀγρίδιον agridion (étolien) village (attique chôrion)(texte d'Hésychius : *<ἀγρίδιον>· κωμάριον, χω'ρίον vA [παρὰ Αἰτωλοῖς] voir agros campagne, champ)
- ἀερία aeria (étolien) brouillard (attique omichlê, aêr air) (Hsch. <ἀερία>· ὀμίχλη, παρὰ Αἰτωλοῖς.)
- κίϐϐα kibba (étolien) pochette, sac (attique πήρα pêra ; chypr. kibisis) (cf. attique κιϐωτός kibôtos arche, kibôtion boîte ; la Souda cite kibos)
- πλήτομον plêtomon (acarnanien) vieux, ancien (attique palaion, palaiotaton très vieux)

#### Delphien-Locrien
- δείλομαι deilomai (locrien, delphien) volonté, vouloir (attique boulomai ; Coan dêlomai ; dorien bôlomai ; thessalian belloumai)
- ϝαργάνα wargana (delphien) femme travailleuse, épithète pour Athéna (attique erganê, ergon = travail ; dorien wergon ; éléen ϝάργον wargon)
- ϝέρρω werrô (locrien) partir (attique errô ; Hsch. berrês fugitif, berreuô s'échapper)
- Ϝεσπάριοι Λοϟροὶ Wesparioi Lokroi Locriens épizéphyriens (de l'ouest) (attique hesperios : du couchant, occidental ; dorien wesperios) (cf. latin Vesper)
- ὀπλίαι opliai lieux où les Locriens comptaient leur bétail

#### Éléen
- ἀϝλανέο̄ς awlaneôs sans fraude, honnêtement (attique adolôs ; Hsch. alanes vrai ; tarentin alaneôs absolument)
- ἀμίλλυξ amillux faux (accus. ἀμίλλυκα) (attique drepanon ; béotien amillakas vin)
- ἀττάμιος attamios impuni (attique azêmios) du mot plus ancien addamios (cf. crétois, béotien damioô punir)
- βάϐακοι babakoi cigales Éléen (attique tettiges ; dans Pontus babakoi grenouilles)
- βαίδειος baideios prêt (attique hetoimos) (heteos minceur)
- βενέοι beneoi éléen[18]
- βορσός borsos croix (attique stauros)
- βρα bra frères, fraternité (cf. attique phratra)
- βρατάνα bratana louche (attique torune ; dorien rhatana) (cf. éolien bradanizô remuer, secouer)
- δειρῆται deirêtai petits oiseaux (macédonien δρῆες drêes ou δρῆγες drêges ; attique strouthoi ; Hsc. trikkos petit oiseau et roi pour les Éléens)
- ϝράτρα wratra loi, contrat (attique rhetra)
- σερός seros hier (attique chthes)
- στερχανά sterchana fête funéraire (attique perideipnon)
- φίλαξ philax jeune chêne (macédonien ilax ; latin ilex ; laconien dilax ariocarpus, sorbus ; crétois moderne azilakas Quercus ilex)
- φόρϐυτα phorbuta gencives (attique oula ; grec homérique pherbô nourrir, manger)

#### Épirote
- ἀγχωρίξαντας anchôrixantas[19] ayant transféré, reporté[20] chaonien (attique metapherô, anaballô) (anchôrizo = anchi proche +horizô définir + x dorien au lieu du s attique) (cf. ionien anchouros voisinage) ; ne doit pas être confondu avec le dorien anchôreô revenir, retirer (attique ana-chôreô).
- ἀκαθαρτία akathartia impureté (attique/dorien akatharsia) (Lamelles Oraculaires 14)
- ἀποτράχω apotrachô s'enfuir (attique/dorien apotrechô)[21]
- ἄσπαλοι aspaloi poissons en athamanien (attique ichthyes ; ionien chlossoi) (cf. LSJ aspalia pêche à la ligne, aspalieus pêcheur, aspalieuomai je pêche, métaph. de l'amoureux ; aspalisai: halieusai, sagêneusai. (hals mer)
- Ἄσπετος Aspetos épithète divine d'Achille en Épire (homérique aspetos « indescriptible, indescriptiblement grand, infini » (Aristote F 563 Rose ; Plutarque, Pyrrhus 1 ; SH 960,4)[22],[23],[24],[25]
- γνώσκω gnôskô savoir (verbe) (attique gignôskô ; ionien/koinè ginôskô ; latin nōsco) (attique gnôsis, latin notio connaissance)[26]
- διαιτός diaitos (Hsch. juge kritês ; attique diaitêtês arbitre) Lamelles Oraculaires 16
- ἐσκιχρέμεν eskichremen prêter πὲρ τοῖ ἀργύρροι (Lamelles Oraculaires 8 d'Eubandros) (attique eis + inf. kichranai de chraomai, utiliser)
- Ϝεῖδυς Weidus savoir (nom) (dorien Ϝειδώς) weidôs ; éléen ϝειζός weizos ; attique εἰδώς) eidôs ; indo-européen *weid- savoir, voir ; sanskrit veda je sais) Cabanes, L'Épire 577,50
- κάστον kaston athamanien bois (attique xylon de xyô gratter, d'où le xyston ; dialectal kalon bois, de kaiô brûler - kauston ce qui peut être brûlé, kausimon carburant)
- λῃτῆρες lêïtêres prêtres athamaniens avec des guirlandes. Hes. text ἱεροὶ στεφανοφόροι. Ἀθαμᾶνες(LSJ : lêitarchoi prêtres publics) (d'où Leitourgia)
- μανύ manu (athamanien) petit (attique mikron, brachu) (cf. manon rare ; indo-européen *men- petit, fin ; Hsch. banon fin) (manosporos clairsemé, manophullos avec de petites feuilles ; Thphr HP7.6.2-6.3)
- Νάϊος Naios ou Naos épithète du Zeus dodonéen (provient de la source de l'oracle) (cf. Naïades et Pan Naios à Pydna SEG 50:622 (homérique naô flux ; attique nama source ; indo-européen *sna-)
- παγάομαι pagaomai laver à la source (de Dodone) (dorien paga ; attique pêgê eau courante, fontaine)
- παμπασία pampasia demander (peri pampasias phrase habituelle de l'oracle) (attique pampêsia propriété complète ; dorien paomai obtenir)
- Πελιγᾶνες Péliganes ou Péligones (sénateurs macédoniens, épirotiens)
- πρᾶμι prami faire (optatif) (attique πράττοιμι prattoimi), syncope. (Lamelles Oraculaires 22)
- τίνε tine à qui (attique/dorien tini) (Lamelles Oraculaires 7)
- τριθυτικόν trithutikon triple sacrifice : tri + thuo (Lamelles Oraculaires 138)